# La storia di una sigaretta
La storia di una sigaretta è un cortometraggio muto del 1921 diretto da Mario Volpe.